# Kylix woodringi
Kylix woodringi é uma espécie de gastrópode do gênero Kylix, pertencente a família Drilliidae.